# Museo delle banconote dell'Alpha Bank
Il Museo delle banconote dell'Alpha Bank è un museo situato a Corfù in Grecia.
Vi si trova in mostra una collezione quasi completa della moneta greca dal 1822 ad oggi, ospita circa 2000 pezzi.  Esso comprende il primo buono del tesoro rilasciato dallo Stato ellenico appena liberato nel 1822 fino alla sostituzione della dracma con l'euro nel 2002. Comprende anche disegni e lastre di stampa di banconote greche. Una delle più rare è il 1860 "colonata". Il museo è stato fondato nel 1981 dalla Ionian Bank ed è ospitato presso l'edificio ex Ionian Bank progettato dall'architetto corfiote Ioannis Chronis intorno al 1840. Nel 2000 la Ionian Bank si è fusa con l'Alpha Bank e successivamente il Banknote Museum è stato ristrutturato ed è stato riaperto nel 2005. La collezione del museo è considerata una delle più complete del suo genere al mondo.

## Storia e mostre
Nel 2003 Aris Rapidis, il curatore del museo e storico, ha intrapreso la ristrutturazione e il coordinamento delle opere esposte in conformità agli standard mondiali. Nel 2005 e con la partecipazione di John Keyworth, curatore della Bank of England, i reparti ristrutturati sono stati aperti al pubblico. Tra il 2005 e il 2007 circa 10.000 persone hanno visitato il museo. Nel luglio 2007, una sala espositiva è stata costruita al secondo piano del museo. La mostra Costumi greci - fonti stampate del 16º-20º secolo, organizzato in collaborazione con il Museo Benaki, è diventato il primo evento ad essere presentato presso la sala.
Il museo contiene materiale storico appartenente alla storia della Ionian Bank e una serie completa degli ultimi numeri delle banconote nazionali degli Stati membri della zona euro prima della loro sostituzione con l'euro. Il processo di produzione delle banconote è compreso tra le mostre nonché il metodo di aggiunta di una filigrana.
Tra le mostre del museo vi sono alcuni rari esemplari di moneta greca. Le esposizioni includono le prime banconote emesse dal primo governatore della Grecia Giovanni Capodistria. Le note di Kapodistrias sono semplici e consistono in un Fenice di colore rosa su sfondo bianco. La collezione del museo contiene anche i pre-Kapodistrian buoni del tesoro emessi dal governo provvisorio greco "pisters" o "grossia".
La National Bank of Greece è stata fondata nel 1841 e l'antica dracma è diventata ancora una volta la moneta ufficiale della Grecia. Il museo espone le prime banconote stampate dalle tipografie inglesi Perkins Bacone o Bradbury Wilkins. La collezione comprende anche le note stampate dalla American Banknote Company che è succeduta al britannico a cavallo del secolo. La società americana ha stampato banconote greche fino a circa il 1928. Dopo la Bank of Greece ha intrapreso la stampa della moneta per conto proprio.
Una delle banconote più rare in mostra è quello raffigurante la bizantina Chiesa di Santa Sofia di Costantinopoli. Progettata nel 1920, la banconota raffigura Santa Sofia senza il minareto ottomano ed è stata parte della Megali Idea. Pochi anni dopo si è verificata la Guerra greco-turca (1919-1922) e la moneta non è mai stata distribuita.
Rare le banconote stile art déco, stampate in Francia, con l'Hermes, che raffigura allegoricamente la continuità della moneta greca e del commercio dai tempi antichi.
La mostra comprende anche le banconote emesse nel corso del seconda guerra mondiale da parte delle forze di occupazione dell'Asse.
Sono anche esposte le banconote emesse dal provvisorio mountain government.
Il museo si trova in Aghios Spyridon Square, a Corfù e l'ingresso è gratuito.
Il museo ha anche ospitato una conferenza tenutasi tra 9-10 giugno 2006, sotto il titolo di "Lo sviluppo economico del Sud-est Europa nel 19º secolo".

## Fonti
1. 1 2 3 4 5 6  (EN) Alexandra Koroxenidis - Kathimerini, A history of Greece's banknotes, su ekathimerini.com, 18 gennaio 2006 (archiviato dall'url originale il 27 febbraio 2007).
2. 1 2 3 4 5  (EN) Information on Banknote Museum of Corfu, su Alpha Bank Website (archiviato dall'url originale il 9 giugno 2018).
3. 1 2  (EL) Story, in Rizospastis newspaper.
4. 1 2 3  (EL, EN) To Vima, su tovima.dolnet.gr.
5. ↑  (EN) Corfu Cityhall, su Museum Info (archiviato dall'url originale il 6 gennaio 2008).